# Phêrô Maria Nguyễn Ngọc Phi
Phêrô Maria Nguyễn Ngọc Phi (sinh 1967) là một linh mục của Giáo hội Công giáo Rôma, thuộc Giáo phận Đà Nẵng, Việt Nam. Ngoài các công việc mục vụ của linh mục, ông còn là một nhạc sĩ, nhà văn, nhà thơ, dịch giả Công giáo và kỷ lục gia của Việt Nam, tiến sĩ danh dự của World Records University được nhiều người biết đến.

## Mục vụ
Linh mục Phêrô Maria Nguyễn Ngọc Phi sinh ngày 23 tháng 04 năm 1967, nguyên quán xã Quảng Phúc, huyện Quảng Trạch (nay thuộc phường Quảng Phúc, thị xã Ba Đồn), tỉnh Quảng Bình, thuộc giáo xứ Tân Mỹ, giáo hạt Bình Chính, giáo phận Hà Tĩnh. Ông học và tu tại Đại chủng viện Xuân Bích Huế khóa 1 từ năm 1994 đến năm 2001. Ngày 22 tháng 06 năm 2001, thầy Phêrô Maria được thụ phong linh mục do Đức Giám mục Phaolô Tịnh Nguyễn Bình Tĩnh truyền chức. Sau đó, ông được cử đi mục vụ tại nhiều giáo xứ như làm làm linh mục phó xứ Gia Phước (2001-2003), phó xứ Nhượng Nghĩa (2003-2004), chánh xứ Nhượng Nghĩa (2004-2005), phó xứ Thanh Đức (2006-2008), chánh xứ Phước Tường (2008-2014), chánh xứ Lệ Sơn (2014-2019) thuộc Giáo phận Đà Nẵng, hiện nay ông bị tai biến, đang hưu dưỡng tại Trung tâm Mục vụ Giáo phận Đà Nẵng.

## Sáng tác nhạc
Ông sáng tác nhiều ca khúc về đạo Công giáo lẫn cuộc sống với bút hiệu là Thạch Ngọc. Trong lĩnh vực âm nhạc, linh mục Phêrô Maria Nguyễn Ngọc Phi đã sáng tác trên 500 bài, chủ yếu là nhạc về đạo. Một số tác phẩm của ông viết về đạo Công giáo được nhiều người biết đến:
- Linh mục người là ai?[2]
- Thầy đã chọn con.
- Con đi theo mẹ
- Chết cho người yêu
- Con đường Giêsu
- Con đường yêu thương
- Đường đời muôn lối
- Giêsu thương yêu
- Giêsu yêu thương
- Hạt sương và mây ngàn
- Món nợ tình yêu
- Ngã tư dòng đời
- Suốt đời tạ ơn
- Tình yêu Giêsu
- Tình con dâng Chúa
- Tình yêu tuyệt vời
- Bản tình ca màu đỏ
- Bản tình ca màu đen
- Bài ca sống đạo
- Tông đồ khuyết tật
- Bài ca thập tự
- Bài tình ca màu hồng
- Bài tình ca màu lam
- Bài tình ca màu nâu
- Bài tình ca màu tím
- Bài tình ca màu trắng
- Bài tình ca màu vàng
- Bài tình ca màu xám
- Bài tình ca màu xanh[3].

Linh mục Nguyễn Ngọc Phi còn sáng tác nhiều bài hát về quê hương và con người Việt Nam. Ông là ủy viên thuộc Hội Nhạc sĩ Hà Nội. Lĩnh vực này ông sáng tác khoảng 30 bài, trong đó có các bài cùng một chủ đề về chủ nghĩa anh hùng, yêu quê hương đất nước như một số bài:
- Hai Bà Trưng
- Quang Trung- Nguyễn Huệ
- Ngợi ca Anh hùng Trần Văn Phương (Trung úy, Anh hùng Lực lượng vũ trang nhân dân Trần Văn Phương là liệt sĩ tử trận trong sự kiện Hải chiến Trường Sa 1988. Trần Văn Phương là một giáo dân Công giáo, là người anh con dì ruột của linh mục Phi).[4]
- Trường Sa- Việt Nam, Bài về biển đảo Việt Nam[1].

## Viết truyện ngụ ngôn
Linh mục Phêrô Maria Nguyễn Ngọc Phi bắt đầu viết truyện ngụ ngôn từ năm 2001, khi ông là một chủng sinh đang theo học tại Đại chủng viện Xuân Bích Sau 17 năm sáng tác, linh mục Phi đã có trên 300 câu truyện ngụ ngôn được viết trong nhiều lãnh vực khác nhau. Linh mục Phêrô Maria đã xuất bản trên 30 đầu sách, trong đó có các cuốn: Công chúa nhỏ (hai tập), Táo quân về trời (kịch) và Trò chơi trí tuệ (mật thư), Công tử Chuột, Ngọn nến cháy.. Các truyện ngụ ngôn do linh mục Phi viết được đăng và phát hành 8 tập do Nhà xuất bản Tôn giáo phát hành vào các năm 2005, 2008, 2009.
Linh mục Nguyễn Ngọc Phi viết chuyện ngụ ngôn đầu tiên khi ông được một học trò giáo lý tặng cho cái hồ kính và con cá lý ngư màu vàng. Ông quý con cá và các bạn ông cũng thường quây quần quanh hồ kính để xem cá. Một hôm con cá nhảy ra khỏi hồ và bị chết. Nguyễn Ngọc Phi tiếc con cá, ông suy nghĩ và bắt đầu viết câu chuyện ngụ ngôn đầu tiên với đề tài con cá đó. Ông đưa cho một vài người bạn đọc xem chơi, họ khen hay và khuyến khích ông viết tiếp. Được đà, ông cứ viết tiếp với nhiều nội dung khác nhau. Các truyện ngụ ngôn được đăng thường xuyên trên hai tờ: báo Người Công giáo Việt Nam và tạp chí Thánh nhạc Ngày nay.
Mục đích của linh mục Phi khi viết truyện ngụ ngôn, theo ông là nhằm góp một phần nhỏ giúp ích cho đời. Ông ước mong có thể làm thay đổi hành vi và nhận thức của người đọc, theo hướng chiều hướng tốt lên.

## Dịch giả
Linh mục Phêrô Maria Nguyễn Ngọc Phi ngoài là một tác gia, còn là một dịch giả Công giáo với nhiều tác phẩm chuyển ngữ có giá trị như:
- Mục tử như Chúa mong muốn, nguyên tác của Athnaxiô Bierbaum, OFM. Nhà xuất bản: Tôn Giáo.[7].
- Linh mục thánh, nguyên tác của Athnaxiô Bierbaum, OFM. Nhà xuất bản: Tôn Giáo.
- Sống tình yêu Ba Ngôi Thiên Chúa, nguyên tác: Vivre l’amour de la Trinité. Nhà xuất bản Tôn Giáo.
- Những điều kỳ diệu và Đức Maria, nguyên tác Recueil Marial. Nhà xuất bản Tôn Giáo.
- Đức Giêsu, Người là ai? Nguyên tác: Parlez-Nous De Jésus. Nhà xuất bản Tôn Giáo.
- Hoàng tử Gareth và Công nương Linette, chuyển ngữ từ Tuyển tập truyện ngắn. Nhà xuất bản Tôn Giáo.

Tập thơ
- Thiên tình thơ
- Đọng thành kỷ niệm
- Hương xưa (viết chung, đã xuất bản)
- Tác giả thơ Việt Nam đương đại (viết chung, đã xuất bản)

## Kỷ lục gia Việt Nam
Linh mục Nguyễn Ngọc Phi được Tổ chức kỷ lục Việt Nam (VietKings) xác nhận và cấp giấy chứng nhận đã lập 4 kỷ lục Việt Nam với các đề tài:
1. Viết: "Truyện tình toàn chữ T có số lượng từ T nhiều nhất gần 9.000 từ”. (Ngày xác nhận 23 tháng 4 năm 2013)[8]
2. Linh mục viết truyện ngụ ngôn nhiều nhất. (Ngày xác nhận 23 tháng 6 năm 2016)[9]
3. Viết: "Sách Trò chơi trí tuệ cao cấp có nhiều chìa khóa mở mật mã nhất”. (Ngày xác nhận 23 tháng 6 năm 2016)[4]
4. Người biên soạn sách 'Phương pháp đệm đàn Organ theo số ngón tay" để học đệm đàn Organ với thời gian học ngắn nhất. (Ngày xác nhận 06 tháng 5 năm 2017).

Với những kỷ lục về văn hóa có giá trị nội dung cao, góp phần phát triển cho nền văn minh nhân loại, ngày 06/5/2017 Linh mục Phêrô Maria Nguyễn Ngọc Phi được Hội đồng Giáo sư Đại học Kỷ lục Thế giới (World Records University) trao bằng Tiến sĩ danh dự (Honorary Doctorate) với luận án: “Advanced Intellectual Games with Most Keys to Unlock the Code”.
Ngày 18/6/2017, ông đã vinh dự được Trung ương Hội Khoa học và Công nghệ Việt Nam trao bằng khen và cúp “Trí thức Việt Nam tiêu biểu” chương trình được tổ chức tại Thủ đô Hà Nội và truyền hình trực tiếp trên kênh VTC2.
Ông đã nhận được huy chương thường niên Tòa Thánh (Medaglia Pontifcia) vào ngày 13 tháng 10 năm 2002, tại Đà Nẵng.
Ngày 16/12/2017, ông đã vinh dự được Chủ tịch Liên hiệp UNESCO Thế giới trao Certificate và cúp vàng, cùng danh hiệu "Vì sự nghiệp Giáo dục, Khoa học và Văn hóa" theo tiêu chí UNESCO tại Thủ đô Hà Nội và nhiều phần thưởng cao quý khác...
Bên cạnh đó, ông còn vinh dự được ghi danh là một trong 200 Trí thức xuất sắc vào ấn phẩm "Việt Nam ALMANAC" do Tổ chức Kỷ Lục Việt Nam ấn hành và là một trong 100 Nhà Sáng nghiệp trong ấn phẩm quốc tế "Founder in Viet Nam and The World" do Liên hiệp UNESCO phát hành rộng rãi đến độc giả trong nước và quốc tế.